# اللصبة (مذيخرة)

تعديل مصدري - تعديل

اللصبة محلة تابعة لقرية الغربي، التابعة لعزلة الاشعوب بمديرية مذيخرة إحدى مديريات محافظة إب في الجمهورية اليمنية، بلغ تعداد سكانها 127 حسب تعداد اليمن لعام 2004.